# Mon Ara (Makmur)
Mon Ara is een bestuurslaag in het regentschap Bireuen van de provincie Atjeh, Indonesië. Mon Ara telt 294 inwoners (volkstelling 2010).